# 佩阿日堡
佩阿日堡（法語：Bourg-de-Péage，法語發音：[buʁ də peaʒ]），法国东南部城市，奥弗涅-罗讷-阿尔卑斯大区德龙省的一个市镇，隶属于瓦朗斯区，其市镇面积为13.71平方公里，2022年1月1日时人口数量为9,777人，在法国城市中排名第1,044位。
佩阿日堡位于德龙省北部，伊泽尔河左岸，隔河与伊泽尔河畔罗芒相望，是一个区域性的公路枢纽，多条公路在此交汇。

## 地名来源
根据当地官方网站的论述，“Péage”一名与当地横跨伊泽尔河的桥梁有关。法国大革命期间，当地的官方名称曾被更改为“Unité-sur-Isère”。
佩阿日堡所处区域历史上曾通行维瓦赖-阿尔卑斯方言，“Bourg-de-Péage”在奥克语维基百科中对应的拼写为“Lo Borg dau Peatge”，在奥克语Openstreetmap中则被标记为“Lo Peatge”。

## 历史

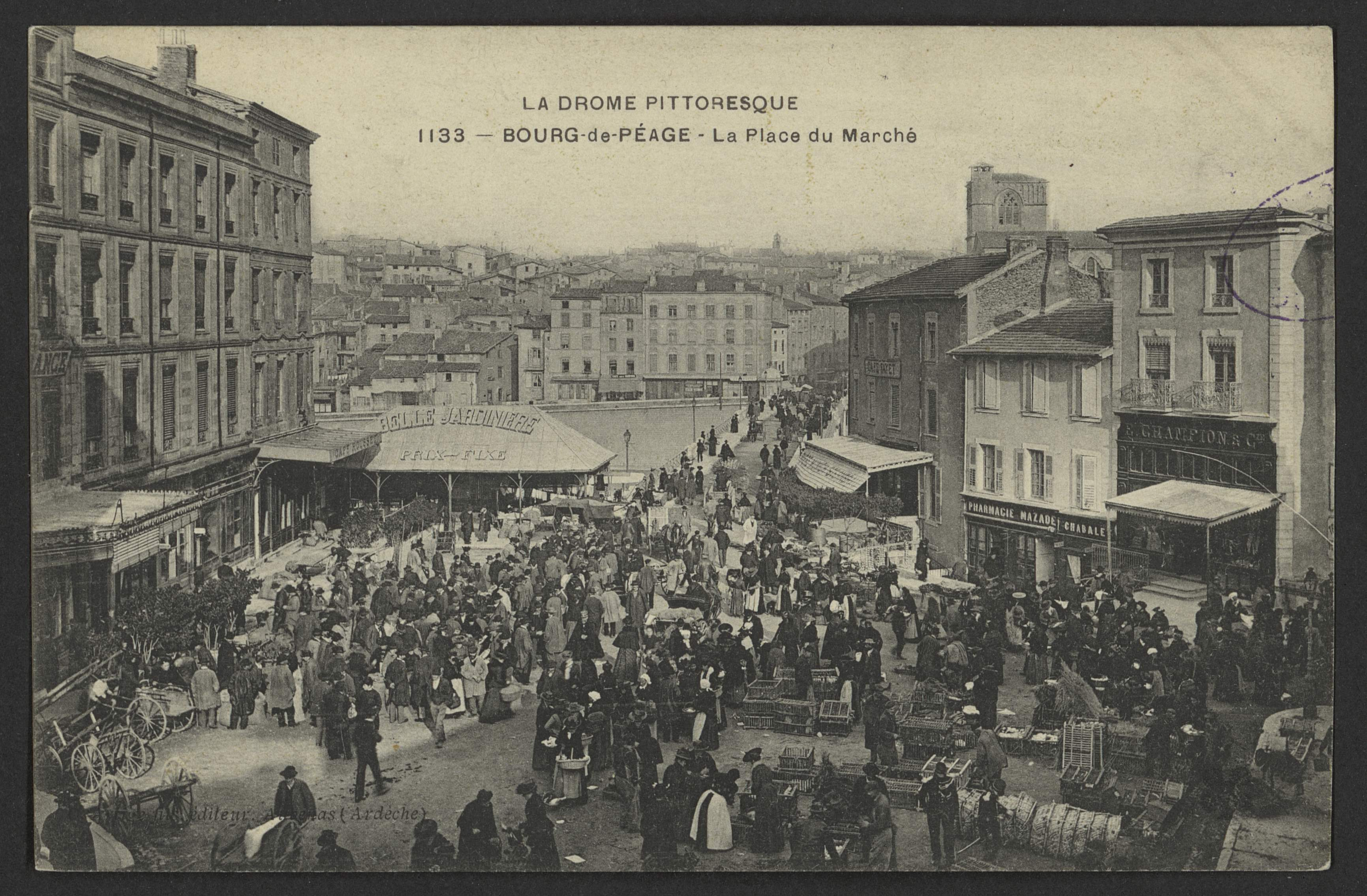
20世纪初的佩阿日堡集市

佩阿日堡的早期历史尚不清楚，中世纪时，该区域长期为多菲内的一部分。根据当地官方网站的论述，佩阿日堡最初于公元1033年在罗芒圣贝尔纳大教堂的一份文件中被提及。1614年，三名最小兄弟会道士在此购买了一块土地用于兴建修道院。1636年，罗芒领主曾购买了佩阿日堡，两地间合并成为一个城池，横跨伊泽尔河的关卡亦被撤销。1680年，佩阿日堡再次独立，被关卡被重建。法国大革命后，佩阿日堡成为德龙省的一个市镇，佩阿日堡修道院的部分建筑被改建为市政厅。1814年，新的伊泽尔河大桥建成。1868年，佩阿日堡境内出现了首家圣母小昆仲会会堂。工业革命期间，佩阿日堡因出产毡布而闻名，鼎盛时期当地出现了16家加工厂，总工人数量达到了400人。1901至1931年间，一条传统有轨电车线路曾连接镇中心和鲁瓦扬地区圣厄拉利。二战期间，伊泽尔河大桥遭到破坏，战后得到重建。1985年，当地最后一家毡布厂关闭。与此同时，得益于瓦朗斯及伊泽尔河畔罗芒的城市扩张，佩阿日堡人口数量逐年增加，当地出现了多处新兴居民区。

## 地理

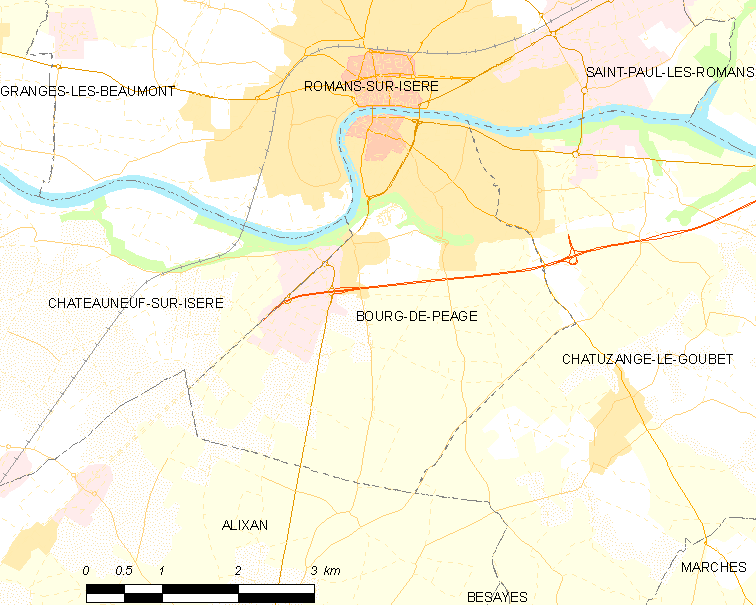
佩阿日堡市镇范围地图

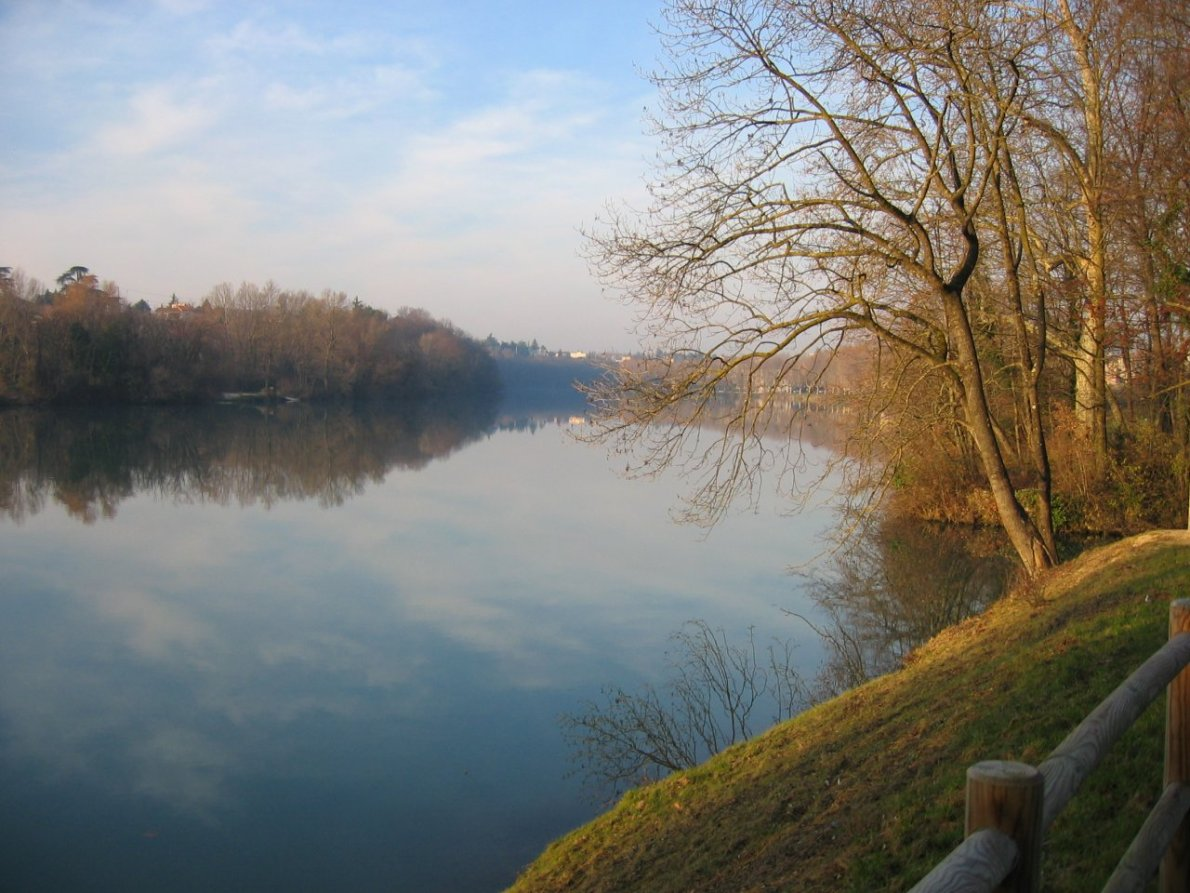
伊泽尔河佩阿日堡段

佩阿日堡位于法国东南部，奥弗涅-罗讷-阿尔卑斯大区南部和德龙省北部，距离省会瓦朗斯大约19公里。与佩阿日堡接壤的市镇包括：伊泽尔河畔罗芒、伊泽尔河畔新堡、阿利克桑和沙蒂藏日-勒古贝。

### 地形
佩阿日堡位于瓦朗蒂努瓦地区东北部，境内以平原和浅丘为主，市镇中心地势较为平坦，沿河区域有一定高差，全境海拔在155到200米之间。

### 水文
伊泽尔河自东向西流经佩阿日堡市镇北境，其左岸支流马拉迪耶尔溪（ruisseau de la Maladière）在市镇西南部与之交汇，人工开凿的一条引水渠穿越市镇南部。

### 植被
佩阿日堡属于温带阔叶混交林区，林地多分布于沿河地带，镇中心的莫桑公园（Parc Mossant）是当地主要的城市绿地。
在鲜花城市的评比中，佩阿日堡被评为3星级鲜花城市。

### 气候
佩阿日堡在柯本气候分类法中属于带有一定地中海特征的温带海洋性气候（Cfb）。
距离佩阿日堡最近的常年气象站位于伊泽尔河畔罗芒境内，以下为该气象站的数据（其中日照数据取自格勒诺布尔）：
| 伊泽尔河畔罗芒 1981年－2019年 | 伊泽尔河畔罗芒 1981年－2019年 | 伊泽尔河畔罗芒 1981年－2019年 | 伊泽尔河畔罗芒 1981年－2019年 | 伊泽尔河畔罗芒 1981年－2019年 | 伊泽尔河畔罗芒 1981年－2019年 | 伊泽尔河畔罗芒 1981年－2019年 | 伊泽尔河畔罗芒 1981年－2019年 | 伊泽尔河畔罗芒 1981年－2019年 | 伊泽尔河畔罗芒 1981年－2019年 | 伊泽尔河畔罗芒 1981年－2019年 | 伊泽尔河畔罗芒 1981年－2019年 | 伊泽尔河畔罗芒 1981年－2019年 | 伊泽尔河畔罗芒 1981年－2019年 |
| 月份                          | 1月                           | 2月                           | 3月                           | 4月                           | 5月                           | 6月                           | 7月                           | 8月                           | 9月                           | 10月                          | 11月                          | 12月                          | 全年                          |
| ----------------------------- | ----------------------------- | ----------------------------- | ----------------------------- | ----------------------------- | ----------------------------- | ----------------------------- | ----------------------------- | ----------------------------- | ----------------------------- | ----------------------------- | ----------------------------- | ----------------------------- | ----------------------------- |
| 历史最高温 °C（°F）           | 22.1 (71.8)                   | 21.3 (70.3)                   | 25.9 (78.6)                   | 30.1 (86.2)                   | 33.3 (91.9)                   | 37.9 (100.2)                  | 38.8 (101.8)                  | 40.4 (104.7)                  | 34.6 (94.3)                   | 28.9 (84.0)                   | 23.8 (74.8)                   | 17.7 (63.9)                   | 40.4 (104.7)                  |
| 平均高温 °C（°F）             | 7.7 (45.9)                    | 9.8 (49.6)                    | 14.3 (57.7)                   | 17.6 (63.7)                   | 22.3 (72.1)                   | 26.1 (79.0)                   | 28.9 (84.0)                   | 28.6 (83.5)                   | 23.3 (73.9)                   | 18.4 (65.1)                   | 11.9 (53.4)                   | 7.6 (45.7)                    | 18 (64)                       |
| 日均气温 °C（°F）             | 4.1 (39.4)                    | 5.3 (41.5)                    | 8.9 (48.0)                    | 11.8 (53.2)                   | 16.3 (61.3)                   | 19.8 (67.6)                   | 22 (72)                       | 21.8 (71.2)                   | 17.4 (63.3)                   | 13.6 (56.5)                   | 8.1 (46.6)                    | 4.4 (39.9)                    | 12.8 (55.0)                   |
| 平均低温 °C（°F）             | 0.5 (32.9)                    | 0.9 (33.6)                    | 3.5 (38.3)                    | 6 (43)                        | 10.4 (50.7)                   | 13.5 (56.3)                   | 15.1 (59.2)                   | 15 (59)                       | 11.5 (52.7)                   | 8.8 (47.8)                    | 4.3 (39.7)                    | 1.2 (34.2)                    | 7.6 (45.7)                    |
| 历史最低温 °C（°F）           | −13.2 (8.2)                   | −10.3 (13.5)                  | −11.2 (11.8)                  | −3.1 (26.4)                   | 1.2 (34.2)                    | 5.3 (41.5)                    | 7.1 (44.8)                    | 5.1 (41.2)                    | 1.7 (35.1)                    | −4.2 (24.4)                   | −9.1 (15.6)                   | −12 (10)                      | −13.2 (8.2)                   |
| 平均降水量 mm（）             | 49.1 (1.93)                   | 39.2 (1.54)                   | 49.9 (1.96)                   | 79.2 (3.12)                   | 83.3 (3.28)                   | 66.7 (2.63)                   | 57.8 (2.28)                   | 74.2 (2.92)                   | 121.4 (4.78)                  | 114.3 (4.50)                  | 102.3 (4.03)                  | 54.3 (2.14)                   | 891.7 (35.11)                 |
| 月均日照時數                  | 95                            | 111.7                         | 169.8                         | 183                           | 219.2                         | 255.4                         | 289.8                         | 255.5                         | 193.1                         | 137.5                         | 84.5                          | 71.6                          | 2,066.1                       |
| 来源：infoclimat.fr           |                               |                               |                               |                               |                               |                               |                               |                               |                               |                               |                               |                               |                               |

## 行政区划
佩阿日堡的市镇编号为26057，邮政编号为26300。
在行政管理方面，佩阿日堡隶属于法国奥弗涅-罗讷-阿尔卑斯大区德龙省瓦朗斯区；在地方选举方面，佩阿日堡是佩阿日堡县的中央投票站所在地，其市镇范围全境被划入德龙省第四选区；在社会管理方面，佩阿日堡是瓦朗斯-罗芒城市圈公共社区的组成部分。
截至2023年10月，佩阿日堡市镇范围内暂无任何城市敏感街区及城市政策优先街区。
法国国家统计与经济研究所（简称）在进行数据统计时，将佩阿日堡及相邻的另外5个市镇设为伊泽尔河畔罗芒城市核心区，并将包括核心区在内的周边共28个市镇划为伊泽尔河畔罗芒城市区。自2020年起，伊泽尔河畔罗芒城市区被撤销，佩阿日堡被划入包含71个市镇的瓦朗斯城市辐射区。此外，还将佩阿日堡市镇分为了4个“块区”（IRIS），以便于统计人口分布情况。

## 交通

### 公路
A49高速公路在佩阿日堡与法国国道N532线对接，后者可直通瓦朗斯环城公路，此外还有德龙省省道D102线、D149线、D196线、D538线在佩阿日堡境内交汇。奥弗涅-罗讷-阿尔卑斯城际巴士（商业名称为）下属的D05线、D09线和D13线停靠佩阿日堡，可直通蓬唐魯瓦揚、圣瓦利耶、埃尔巴斯河畔圣多纳等地。
| N532 | 3 |

| 瓦朗斯 | 19 |

| 伊泽尔河畔罗芒 | 1 |

| 沙伯伊 | 17 |

2020年，77%的佩阿日堡家庭拥有至少一辆私人汽车。2021年，佩阿日堡境内共发生各类交通事故2起，造成2人遇难，5人受伤，其中2人重伤。

### 铁路

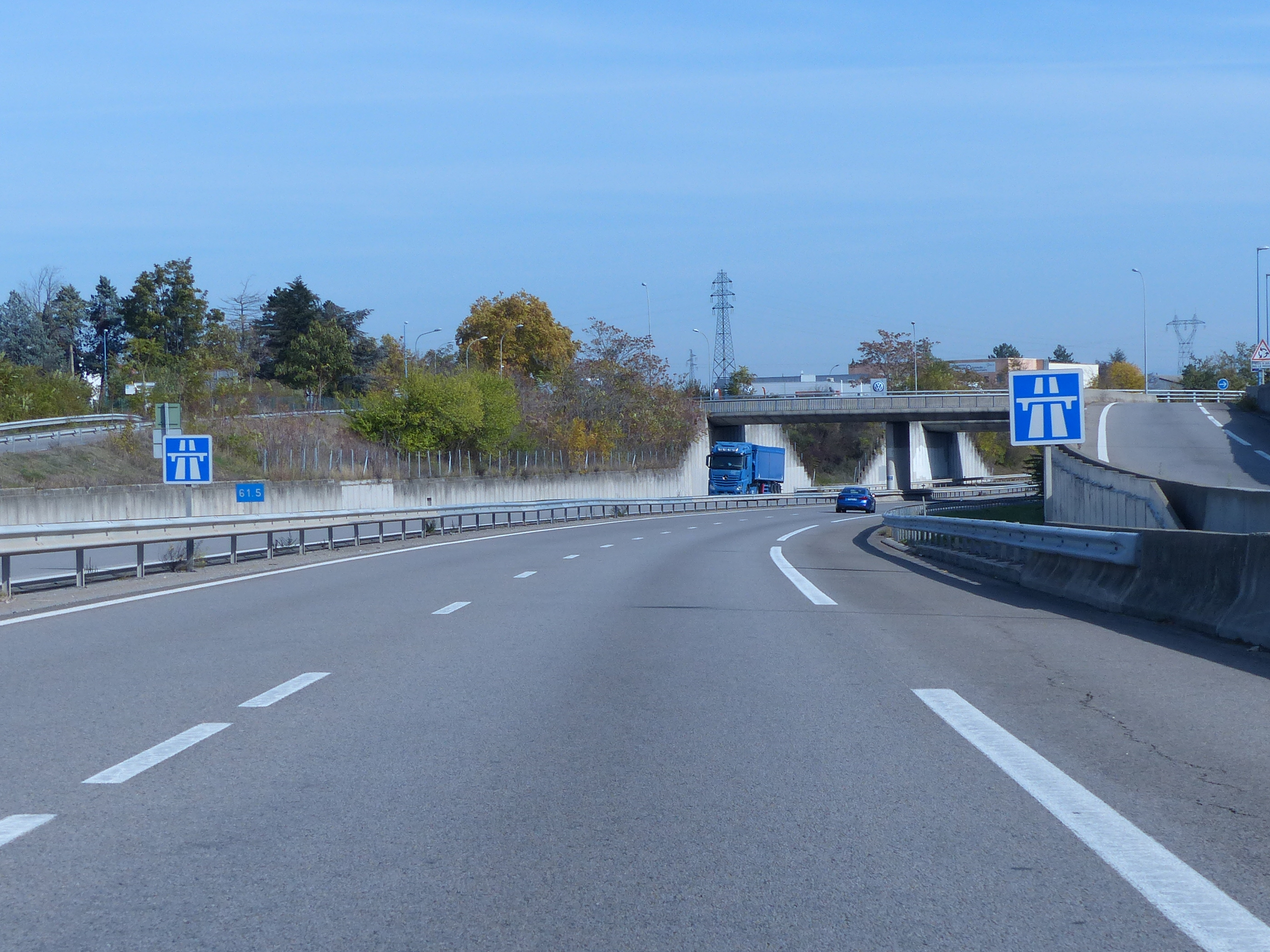
A49高速公路佩阿日堡段

罗芒-佩阿日堡站位于与佩阿日堡隔河相望的伊泽尔河畔罗芒境内，该站停靠往返于瓦朗斯和阿讷西，另有始发列车可直通布里扬松。

### 航空
距离佩阿日堡最近的民用航空站为54公里外的格勒诺布尔伊泽尔机场，后者停靠季节性包机旅客航线。

### 城市公共交通
佩阿日堡是瓦朗斯-罗芒城市公共交通（商业名称为）的服务范围，后者是瓦朗斯及周边地区的城市公共交通系统。截至2023年10月，该系统共包括数十条公交线路，其中公交Citéa线、31路、32路和校车87路、88路、89路经过佩阿日堡市区。

## 政治

### 市政内阁

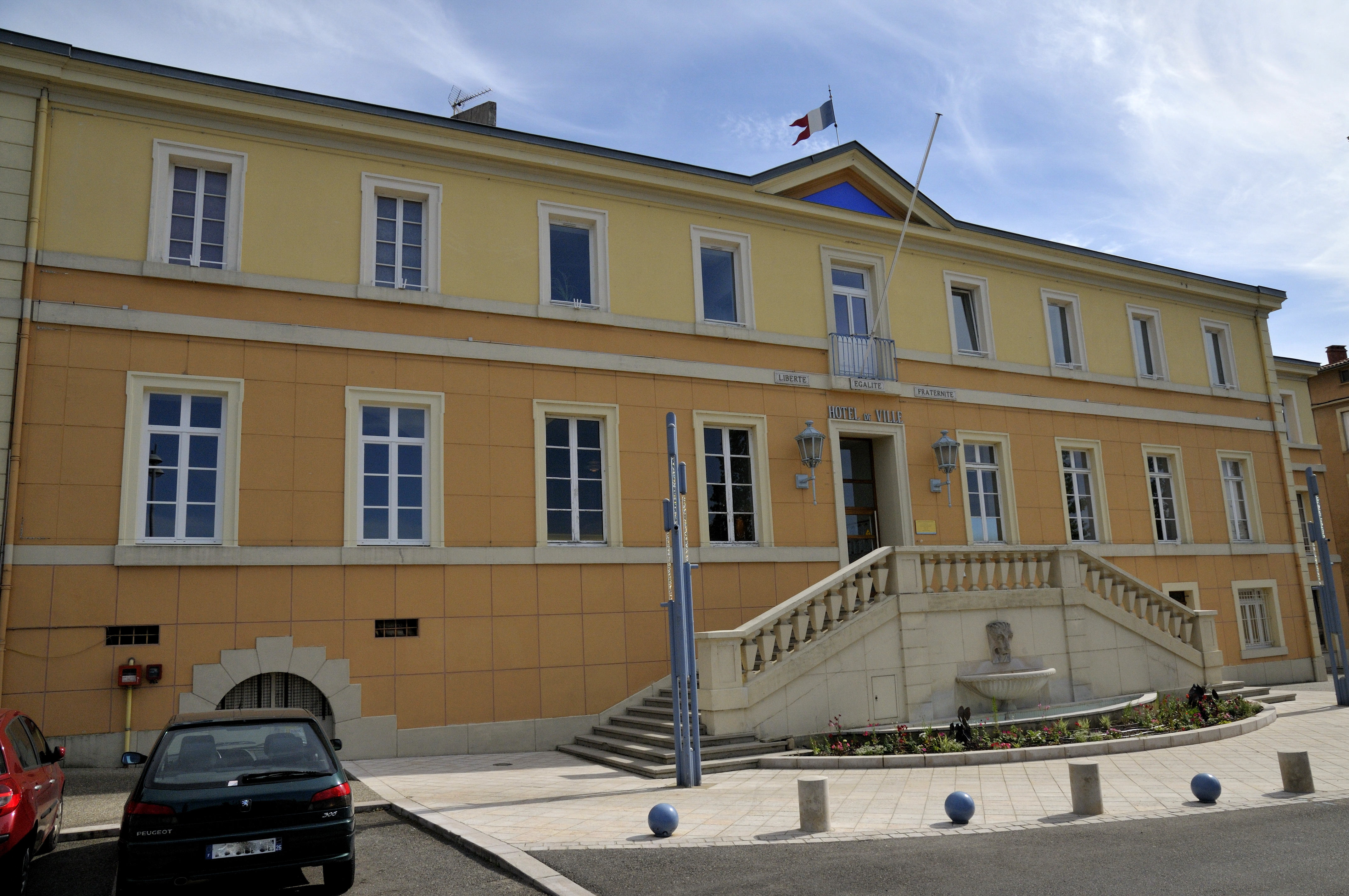
佩阿日堡市政厅

佩阿日堡的现任市长为纳塔莉·涅松女士，她是一名左翼无党派人士，在2020年的市政选举中获得了82.77%的支持率。
| 佩阿日堡历届市长 | 佩阿日堡历届市长                        | 佩阿日堡历届市长            |
| 任期             | 市长                                    | 党派                        |
| ---------------- | --------------------------------------- | --------------------------- |
| 1944年－1949年   | Charles Marius COMBE 夏尔-马里尤斯·孔布 | SFIO工人国际法国支部        |
| 1949年－1953年   | Henri MAZADE 亨利·马扎德                | 不详                        |
| 1953年－1995年   | Henri DURAND 亨利·迪朗                  | DVD右翼无党派人士           |
| 1995年－2004年   | Didier GUILLAUME 迪迪埃·纪尧姆          | PS社会党                    |
| 2004年－2008年   | Jean-Félix PUPEL 让-菲利克斯·皮佩尔     | DVG左翼无党派人士           |
| 2008年－         | Nathalie NIESON 纳塔莉·涅松             | PS社会党 →DVG左翼无党派人士 |

### 各级选举
| 佩阿日堡历届投票选举结果 | 佩阿日堡历届投票选举结果 | 佩阿日堡历届投票选举结果 | 佩阿日堡历届投票选举结果 | 佩阿日堡历届投票选举结果    | 佩阿日堡历届投票选举结果 | 佩阿日堡历届投票选举结果 | 佩阿日堡历届投票选举结果    | 佩阿日堡历届投票选举结果 | 佩阿日堡历届投票选举结果 |
| 选举项目                 | 选举范围                 | 选区单位                 | 选区单位内的选举结果     | 选区单位内的选举结果        | 选区单位内的选举结果     | 选区单位内的选举结果     | 选区单位内的选举结果        | 选区单位内的选举结果     | 参考资料                 |
| 选举项目                 | 选举范围                 | 选区单位                 | 第一轮胜出者             | 第一轮胜出者                | 支持率                   | 第二轮胜出者             | 第二轮胜出者                | 支持率                   | 参考资料                 |
| ------------------------ | ------------------------ | ------------------------ | ------------------------ | --------------------------- | ------------------------ | ------------------------ | --------------------------- | ------------------------ | ------------------------ |
| 2017年法國總統選舉       | 法國                     | 市镇                     |                          | 玛丽娜·勒庞                 | 24.76%                   |                          | 埃马纽埃尔·马克龙           | 61.41%                   | [ 26 ]                   |
| 2017年法国立法选举       | 德龙省第四选区           | 市镇                     |                          | 皮埃尔·茹韦                 | 21.75%                   |                          | 埃马纽埃尔·安托万           | 51.59%                   | [ 26 ]                   |
| 2019年欧洲议会选举       | 法國                     | 市镇                     |                          | 若尔丹·巴尔代拉             | 25.66%                   | （不适用）               | （不适用）                  | （不适用）               | [ 28 ]                   |
| 2021年法国省级选举       | 德龙省                   | 县                       |                          | 皮埃尔·皮埃尼克 安娜·普拉斯 | 38.26%                   |                          | 皮埃尔·皮埃尼克 安娜·普拉斯 | 59.43%                   | [ 29 ]                   |
| 2021年法国省级选举       | 德龙省                   | 市镇                     |                          | 皮埃尔·皮埃尼克 安娜·普拉斯 | 55.06%                   |                          | 皮埃尔·皮埃尼克 安娜·普拉斯 | 74.36%                   | [ 29 ]                   |
| 2021年法国大区选举       |                          | 市镇                     |                          | 洛朗·沃基耶                 | 32.5%                    |                          | 洛朗·沃基耶                 | 46.46%                   | [ 30 ]                   |
| 2022年法国总统选举       | 法國                     | 市镇                     |                          | 玛丽娜·勒庞                 | 25.85%                   |                          | 埃马纽埃尔·马克龙           | 54.44%                   | [ 26 ]                   |
| 2022年法国立法选举       | 德龙省第四选区           | 市镇                     |                          | 皮埃尔·茹韦                 | 31.98%                   |                          | 埃马纽埃尔·安托万           | 52.59%                   | [ 26 ]                   |

## 人口
2020年，佩阿日堡市镇人口数量为9,818，在法国排名第1,044位。其中男性4,674人，女性5,144人，75岁及以上人口占11.0%，外籍人口数量为420人，人口密度为716人/平方公里，当地居民被称为（男性）或（女性）。2021年，佩阿日堡境内出生95人，死亡人口118人。
| 佩阿日堡1901年－2020年人口变化情况 |
|                                    |
| 数据来源：Cassini、INSEE           |

## 经济
佩阿日堡是一个区域性的中心城市，亦是瓦朗斯-罗芒城市圈的重要组成部分。截至2023年10月，佩阿日堡市镇范围内共有各类用人单位（包含自雇）1,820家，平均历史为15年，其中98.11%为中小型企业（PME），2023年8月至10月间，当地的经济活力指数为0.16%。（工程设计）、（地面工程）及（建筑设备租赁）是当地2021年营业额最高的三个企业，分别为29,124,909欧元、25,496,376欧元和25,418,537欧元。

## 财政与居民收入
2021年，佩阿日堡的财政收入总额为12,187,900欧元，财政支出总额为10,635,700欧元，当年的债务总额为2,209,020欧元。 2021年，佩阿日堡市镇通过增值税获得327,800欧元的收入，此外当地还共获得了612,480欧元的国家直接财政补助。
2019年，佩阿日堡的人均月收入总额为2,104欧元，其中高级职员为3,550欧元，低于法国平均水平（4,230欧元）；中级职员为2,275欧元，低于法国平均水平（2,411欧元）；普通职员为1,764欧元，高于法国平均水平（1,740欧元）。
2020年，佩阿日堡境内的贫困率为16%，青壮年（15至64岁）失业率为15.8%；2022年，当地39.9%的家庭拥有纳税资格，平均纳税2,646欧元，低于法国平均水平（4,393欧元）。

## 社会事务

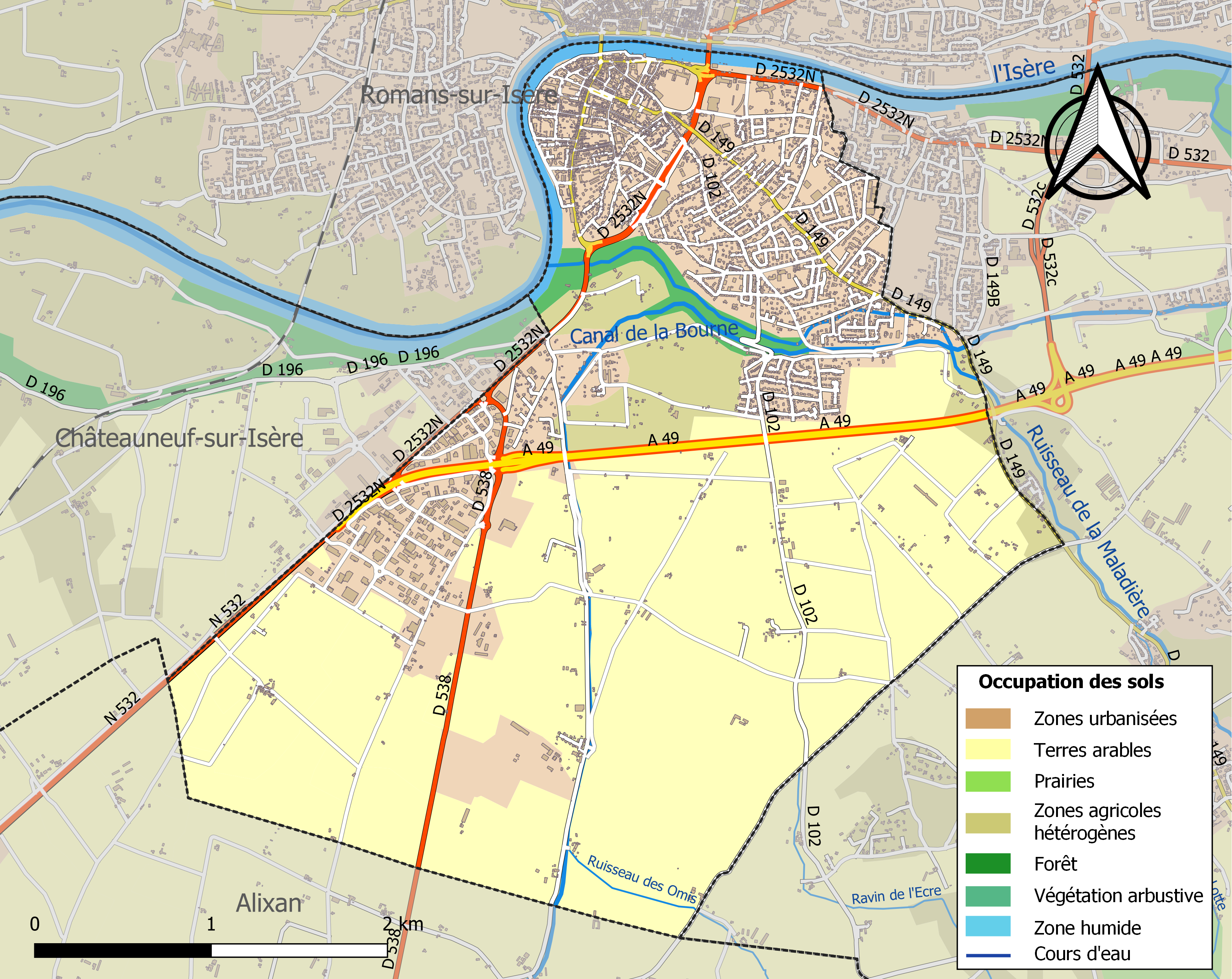
佩阿日堡土地利用情况地图

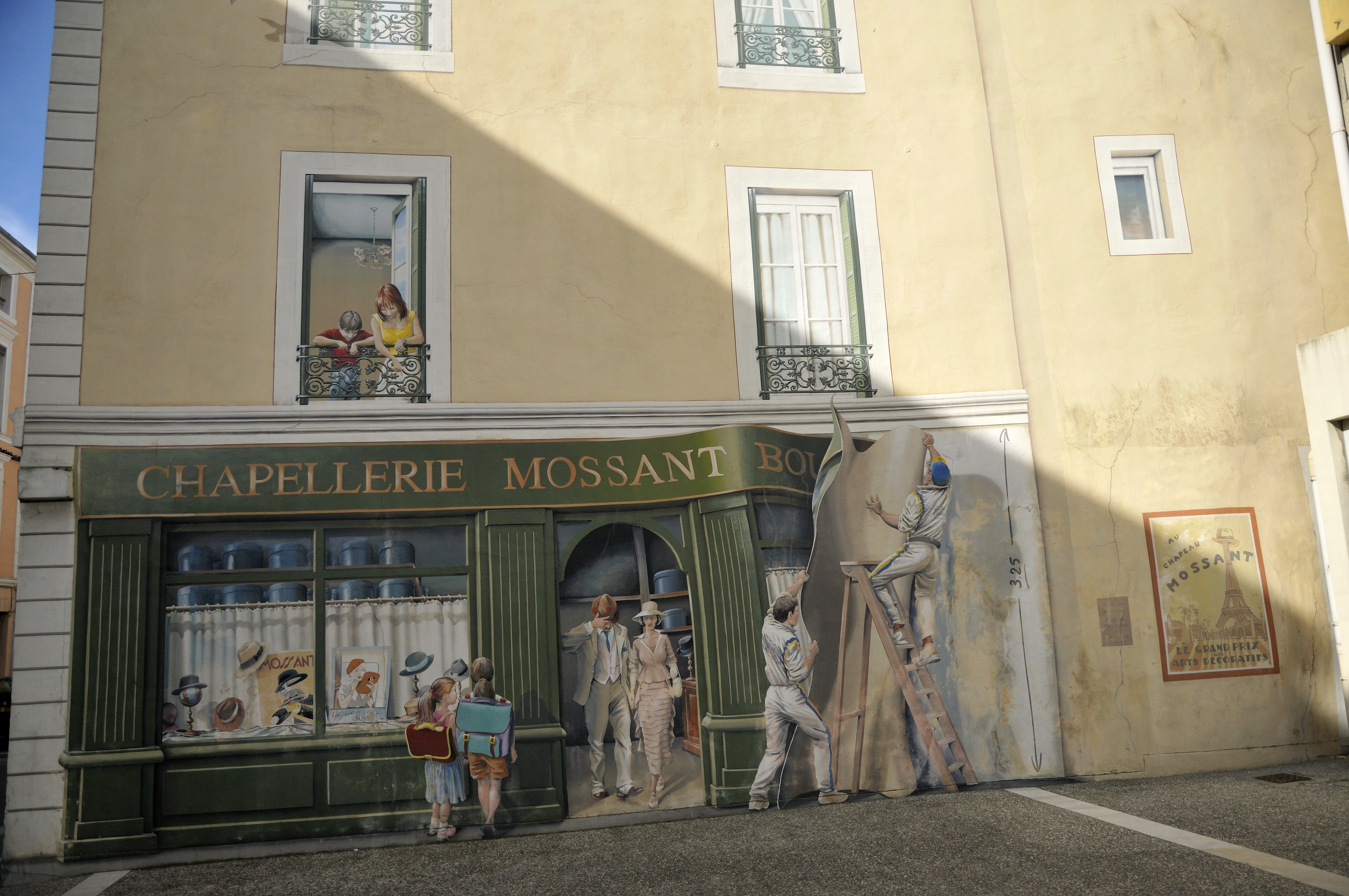
佩阿日堡街头的壁画

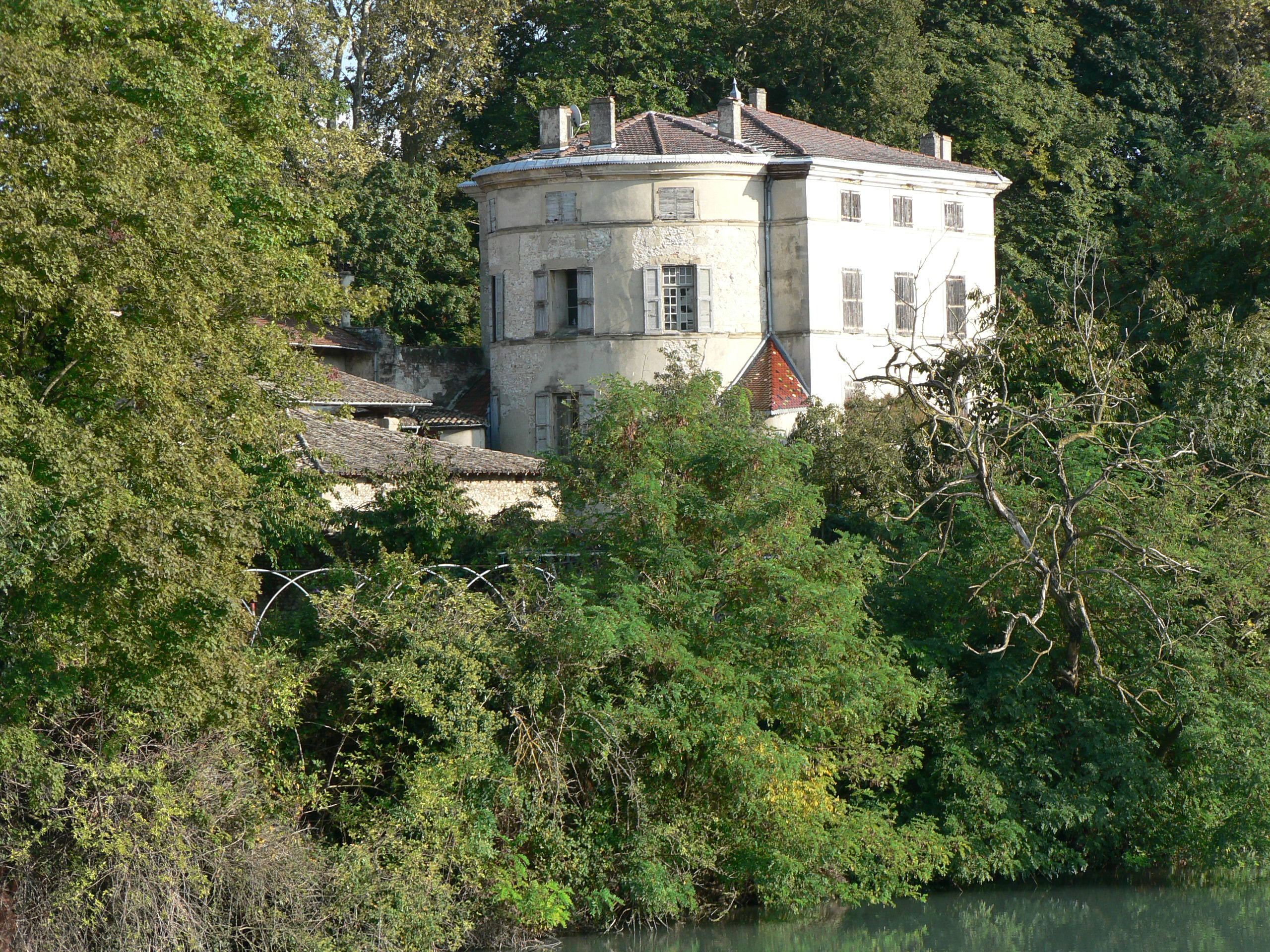
一处私人宅邸

### 教育
佩阿日堡属于格勒诺布尔学区。截至2021年1月1日，佩阿日堡境内共有3所幼儿园、4所小学、2所初级中学和1所农业高中。2021至2022学年度，佩阿日堡境内共有在校中等教育阶段学生1,656名。

### 医疗
截至2021年1月1日，佩阿日堡境内共有全科医生6名、保健师7名、牙医7名、护士31名、耳科医生2名、眼科医生1名、助产士2名和妇科医生3名。境内共有药房4家、残疾人帮扶中心1家。
距离佩阿日堡最近的区域性医疗机构为北德龙中心医院（Centre Hospitalier de Drôme Nord），其主病区罗芒病区（Site de Romans）位于伊泽尔河畔罗芒，距离佩阿日堡市区的正常车程大约6分钟，该院设有床位293个，是当地规模最大的公立综合性医院。

### 住房
2020年，佩阿日堡境内共有各类住房5,426套，其中49.6%为独立式居民区，50.0%为集中式居民区。常住房屋占佩阿日堡市镇范围内居民建筑总量的87.8%。
在住房保障政策方面，2022年，佩阿日堡境内共有1,101户家庭获得了住房经济补助，受益人数占总人口数量的12.5%，其中1,073份为房租补助。

### 商业
2021年，佩阿日堡境内共有各类实体商铺249家，其中餐厅20家、大型超市5家、杂货店4家、面包房8家、肉铺5家、书店1家、装饰品店2家、银行门店5家、美容美发店21家、汽车维修店28家。镇中心建有家乐福、Lidl、Netto等超市，市区西南部建有一家E.Leclerc购物商场。

### 体育
2021年，佩阿日堡境内共有1家游泳池、3间体育馆、6处网球场、3处足球或橄榄球场以及2处篮球或排球场。
截至2023年10月，佩阿日堡境内唯一的一家注册足球俱乐部。佩阿日足球俱乐部（Football Club Péageois，编号504390）是当地的代表性足球队，成立于1947年，其主队2023至2024赛季参加奥弗涅-罗讷-阿尔卑斯大区足球联赛丙组（法国第八级别），其主场为莱巴亚南球场（Stade des Bayannins）。
罗芒-佩阿日堡体育联盟是法国历史上的一支橄榄球俱乐部，成立于1908年，于2016年并入瓦朗斯-罗芒橄榄球俱乐部。

### 环境
佩阿日堡的环境事务由其所属的瓦朗斯-罗芒城市圈公共社区联合各级政府协调负责。2021年，佩阿日堡境内共有1家污染企业。

### 治安
2021年，佩阿日堡市镇范围内共有1处宪兵队。
佩阿日堡及其附近的共2个市镇是伊泽尔河畔罗芒警区（zone police de Romans-sur-Isère）的管辖范围。2020年，该警区累计记录各类案件2,555起，其中盗窃类案件1,420起，经济类案件314起，毒品交易类案件61起。

## 文化

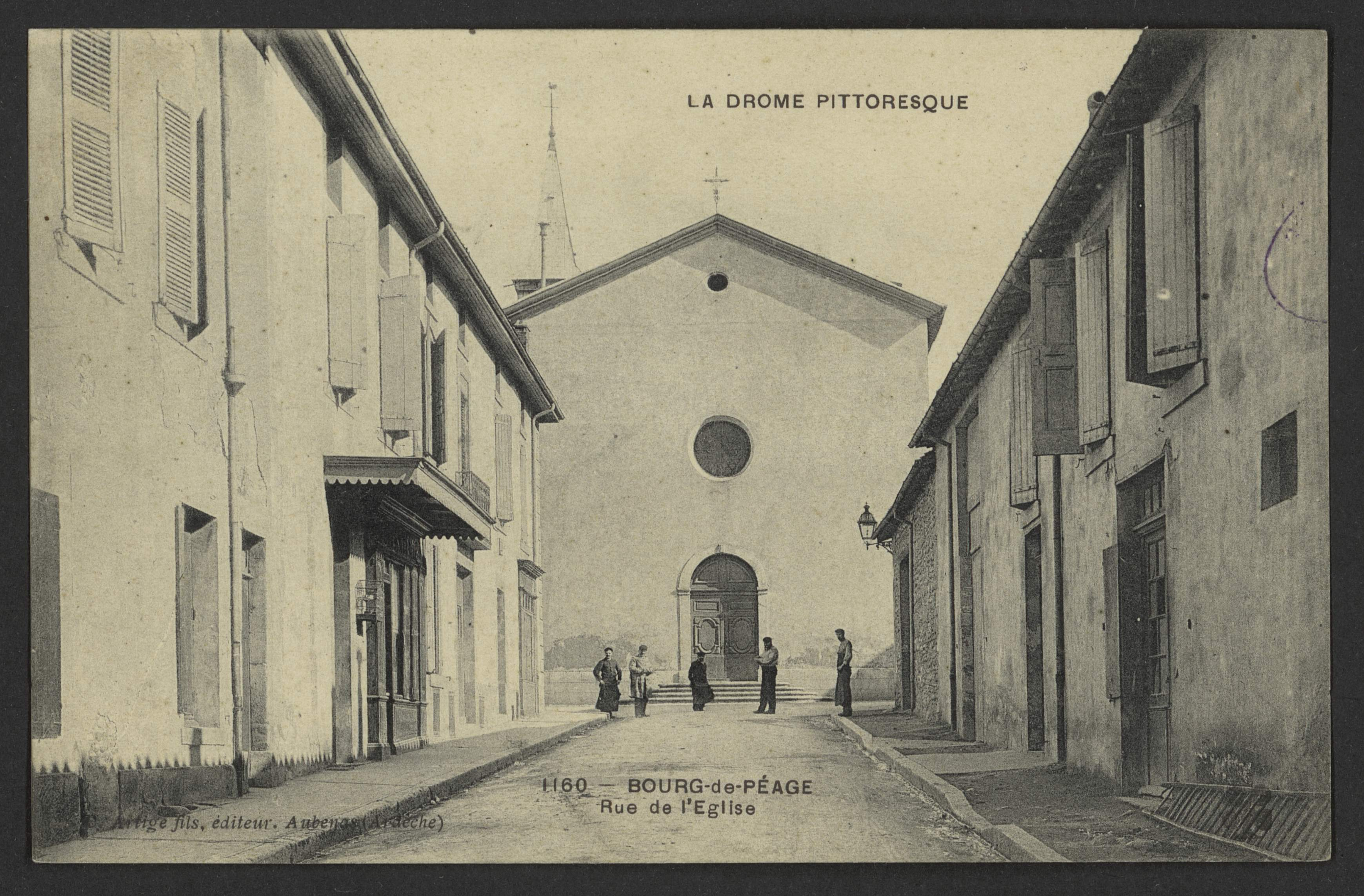
20世纪初的圣玛丽教堂

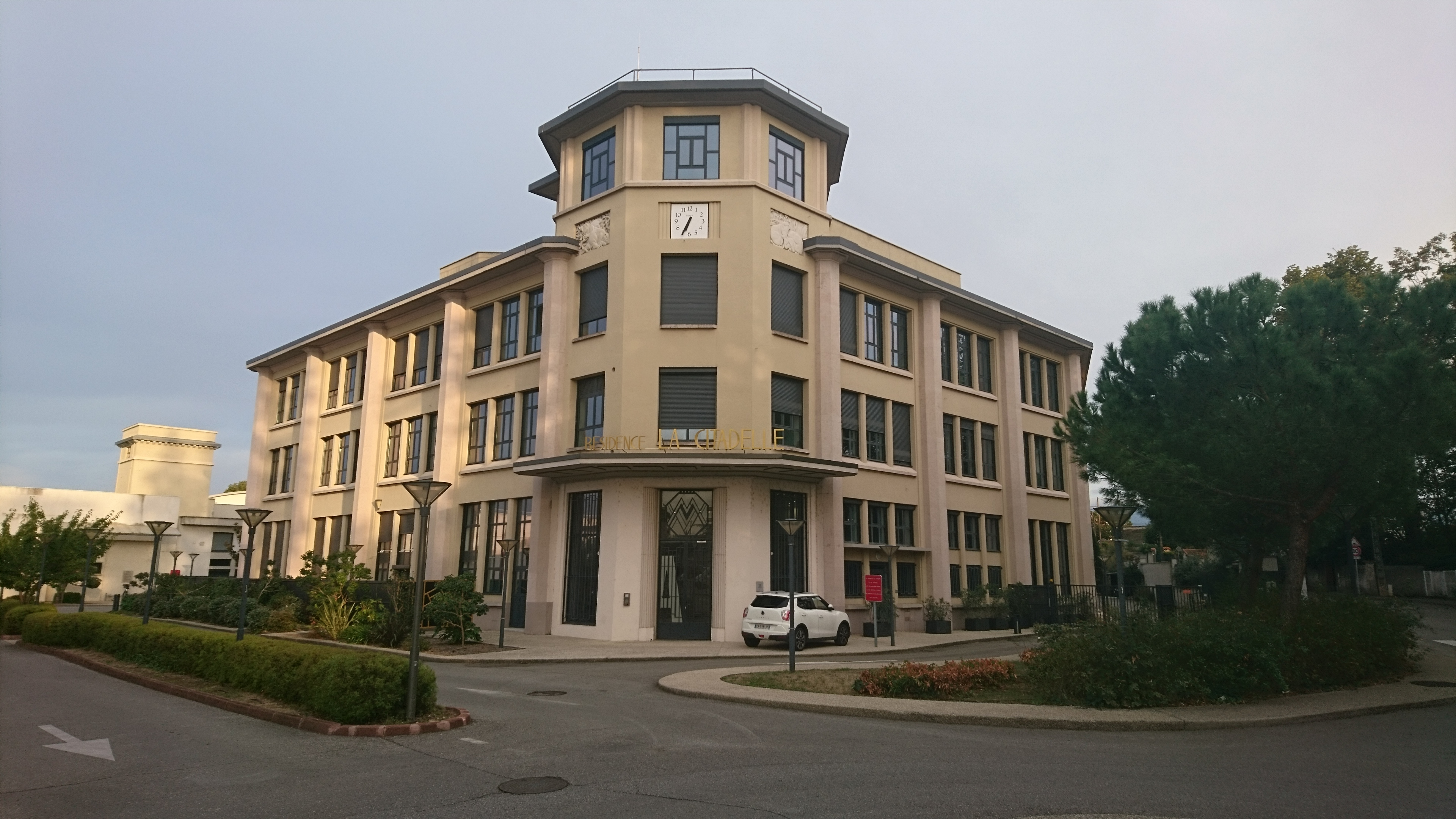
一处现代小教堂

2021年，佩阿日堡境内暂无任何文化设施。距离佩阿日最近的多媒体中心位于伊泽尔河畔罗芒境内。

### 建筑
佩阿日堡境内有多处历史建筑，其中莫桑帽厂旧址（Chapellerie Mossant）为法国国家文物保护单位，市政厅大楼、圣玛丽教堂（Eglise Sainte-Marie de Bourg-de-Peage）等为当地的地标性建筑物，市区周边的居民建筑则多建成于20世纪后期。

### 旅游
佩阿日堡的旅游事务由其所属的瓦朗斯-罗芒城市圈公共社区负责。2023年，佩阿日堡境内共有1家酒店共计34间房间。

### 媒体
法国主要的媒体均可在佩阿日堡接收，法国电视三台下属的奥弗涅-罗讷-阿尔卑斯大区频道在部分时段播出佩阿日堡所在德龙省的地方新闻。《自由多菲内报》、《德龙周刊》、蓝色法兰西德龙-阿尔代什广播等为当地的主要地方性媒体。

## 相关人物
法国纺织工程师保罗·布吕纳、赛艇运动员洛朗·波尔希耶和摩洛哥足球运动员路曼·沙斯出生于佩阿日堡。

## 友好城市
截至2023年10月，佩阿日堡共与五座城市建立了友好城市关系：
- 義大利 韦尔巴尼亚
- 德国 明德尔海姆
- 英格兰 东格林斯特德
- 西班牙 圣费利乌-德吉绍尔斯
- 奥地利 施瓦茨